# 시다카르틀리주
시다카르틀리주(조지아어: შიდა ქართლი)는 조지아의 지역(므카레)이다. 세부 구획으로는 고리, 카스피, 자바, 카슈우리가 있다.
자바 남부 북부 지역과 카렐리와 고리의 북부 지역(면적 1,393km2)은 1992년 조지아로부터 독립을 선언한 남오세티야가 지배하고 있다.

## 같이 보기
- 사마차블로